# Джонатан Літтель
Джонатан Літтель (англ. Jonathan Littell, нар. 10 жовтня 1967, Нью-Йорк) — французько-американський письменник єврейського походження, лауреат Гонкурівської премії (2006). Не погодився на переклад свого твору українською мовою з післямовою з поглядом на події з точки зору українців. Співпрацював з російським єврейським центром.

## Біографія
Єврейські пращури письменника на прізвище Лідські емігрували з Росії до США наприкінці XIX століття. Батько — американський журналіст «Ньюсвіку» та прозаїк, автор популярних шпигунських романів Роберт Літтелл (нар. 1935).
У трирічному віці Джонатан прибув з батьками до Франції. Навчався у Франції та США, у 1989 році закінчив Єльський університет. Тоді ж Літтель опублікував науково-фантастичний роман Bad Voltage, про який згодом відгукувався як про свою невдачу. Пізніше він познайомився з Вільямом Берроузом, який мав на нього глибокий вплив. Літтель перекладав англійською мовою твори де Сада, Бланшо, Жене та Кіньяра.
З 1994 до 2001 року працював у міжнародній гуманітарній організації Action Against Hunger в Боснії та Герцеговині, Чечні, ДР Конго, Сьєрра-Леоне та Афганістані.
2001 року звільнився з «Action Against Hunger», заради роботи над романом про Другу світову війну та Голокост. 18 місяців він вивчав літературу та подорожував Німеччиною та Росією. Роман «Благоволительки», написаний французькою мовою від особи офіцера СС, був опублікований 2006 року і став бестселером.
2007 року отримав громадянство Франції. Проживає в Барселоні з дружиною-бельгійкою та двома дітьми.
2009 року письменник здійснив поїздку до Чечні, за результатами якої була написана книга «Чечня. Рік третій». У ній автор досліджував режим, створений Рамзаном Кадировим у республіці.
У січні 2012 року на замовлення газети «Монд» виїхав у відрядження до Сирії, щоб написати про громадянську війну. У червні 2012 року з'явилося електронне видання його репортажу «Нотатники з Хомса».

## Визнання
За роман «Благоволительки» автор отримав Гонкурівську премію та Велику премію Французької Академії (обидві — 2006). Популярний французький журнал Lire («Читання») назвав роман найкращою книгою 2006 року. До кінця 2007 року у Франції було розпродано 700-тисячний наклад роману. Після публікації англомовного варіанту «Благоволительок» Літтель отримав від британського журналу «Літературний огляд» премію за найгірше зображення сексу в літературі.

## Твори
- 1989 — Bad Voltage (науково-фантастичний роман у стилі кіберпанк, (англ.)).
- 2006 — 'The Security Organs of the Russian Federation — A Brief History 1991—2005 (англ.).
- 2006 — Les Bienveillantes. Paris, Gallimard.
- 2008 — Études.
- 2008 — Le Sec et l'Humide (Paris, Gallimard).
- 2009 — Récit sur Rien.
- 2009 — Tchétchénie, An III.
- 2010 — En Pièces.
- 2010 — Triptyque: Trois études sur Francis Bacon.
- 2012 — Une vieille histoire (Montpellier, France, éditions Fata Morgana, 2012. — ISBN 978-2851948311)
- 2012 — Carnets de Homs, Paris, éditions Gallimard.

## Переклади українською, скандал, проросійський підхід
Видавництво Старого Лева анонсувало вихід його роману «Благоволительки» в українському перекладі Леоніда Кононовича на осінь 2020. 2 квітня 2021 року видавництво скасувало анонс і повернуло права на випуск книги правовласнику в зв'язку з категоричною відмовою автора давати дозвіл на післямову від українського науковця з поясненням подій роману з точки зору історії України . 5 жовтня стало відомо, що роман видасть Меморіальний центр Голокосту «Бабин Яр» російських бізнесменів Міхаіла Фрідмана, Павла Фукса та Германа Хана - без жодних передмов, як і хотів автор.
2024 року в інтерв'ю російському виданню Meduza, говорячи про ОУН (Організацію українських націоналістів), сказав наступне: «200 тисяч фанатиків… Більшість із них навіть не фанатики, а тупі ідіоти, які вели за собою фанатиків. І це на фоні п'яти мільйонів українців, які сражалися в рядах Червоної армії».

## Видання українською
- Літтел, Джонатан. Благоволительки: роман / пер. з франц. Леоніда Кононовича . — К.: Благодійна організація "Фонд пам'яті Бабин Яр", 2021. — 720 с.

## Громадська позиція
У липні 2018 року написав відкритого листа ув'язненому у Росії українському режисеру Олегу Сенцову зі словами підтримки і сподіваннями на його звільнення